# Enborne Row
Enborne Row – osada w Anglii, w hrabstwie ceremonialnym Berkshire, w dystrykcie (unitary authority) West Berkshire. Leży 29 km na zachód od centrum miasta Reading i 88 km na zachód od centrum Londynu.